# John Grahame Douglas Clark
Sir John Grahame Douglas Clark (28 de juliol de 1907-12 de setembre de 1995) va ser un arqueòleg anglès especialitzat en paleoeconomia.

## Biografia
Nascut a Bromley al comtat anglès de Kent, va ser educat a Marlborough i Cambridge. Va esdevenir professor d'antropologia i arqueologia a Peterhouse (Cambridge). Va estudiar el Mesolític europeu fent excavacions al jaciment de Star Carr entre 1949 i 1951. El 1952 publicà Prehistoric Europe: the economic basis on orienta les seves recerques cap a la nova i original vessant de la paleoeconomia i tractava de reconstruir les estructures econòmiques de base de les societats prehistòriques, considerades com activitats de subsistència, mitjançant l'estudi de les restes paleobotàniques i faunístiques amb anàlisis fisicoquímiques dels materials.
El 1955 en l'obra Prehistoric Europe: The economic basis from savagery to civilization assenyala que l'economia d'una societat és necessàriament el resultat d'una adapatació entre cultura i el medi natural amb una triple relació entre bioma hàbitat i cultura, aquesta darrera considerada fonamentalment en els seus aspectes tecnològics. La dificultat rau a conèixer les causes del canvi cultural que serien sempre externes a la pròpia cultura. La línia d'investigació de Clark està inspirada en el relativisme cultural i el funcionalisme i va tenir gran influència en l'estudi de la prehistòria europea i va interessar a un públic molt ampli en la matèria. Els seus continuadors a Cambridge foren, en certa manera, E. S. Higgs i M. R. Jarman. El 1992 va ésser nomenat cavaller (Sir)